# Alexandre François Marie Joly
Alexandre François Marie Joly es un obispo católico francés. Es el actual obispo electo de Troyes.

## Biografía

### Primeros años y formación
Alexandre Joly nació el 9 de octubre de 1971 en Saint-Malo, en la Arquidiócesis de Rennes.
Alexandre ingresó al seminario de Paray-le-Monial en 1989. A partir de 1993, continuó el estudio de la teología católica en Roma como un seminarista del Pontificio Seminario Francés .
En 2000 estaba en la Pontificia Universidad Gregoriana, para obtener el título de doctor en Teología; de igual manera completó una visita de estudio de un año a la Universidad de Oxford.

## Sacerdocio
Fue ordenado diácono en la Catedral Notre-Dame de Rouen  el 29 de junio de 1996, por imposición de manos y oración consecratoria del arzobispo de Rouen, Joseph Marie Louis Duval, incardinándose en la Arquidiócesis de Rouen.
Fue ordenado presbítero el 28 de junio de 1997 en la Catedral Notre-Dame de Rouen por imposición de manos y oración consecratoria del arzobispo de Rouen, Joseph Marie Louis Duval, siguiendo sus estudios hasta el año 2000, cuando recibió su primer cargo como sacerdote.
Como sacerdote desempeñó los siguientes ministerios:
- Vicario parroquial de la parroquia de Notre-Dame en Rouen y párroco diocesano de los estudiantes. (2000 -2003)
- Párroco de la parroquia de Saint-Jacques en Mont-Saint-Aignan. (2003 a 2013)
- Director de la catequesis en la Arquidiócesis de Rouen. (2006 a 2008)
- Secretario General del Sínodo Diocesano de Rouen. (2008 a 2010).
- Maestro de ceremonias litúrgicas de la Arquidiócesis de Rouen. (2011-2018)
- Párroco de la parroquia de Saint-Paul en Quevilly - Couronne y vicario episcopalpara el laico. (2013)
- Vicario general de la Arquidiócesis de Rouen. (2017-14 de diciembre de 2018)

## Episcopado

### Obispo auxiliar de Rennes
El 14 de diciembre de 2018 fue nombrado por Papa Francisco como tercer obispo titular de Privata y obispo auxiliar de Rennes.  
Fue ordenado el 10 de febrero de 2019 en la catedral Saint-Pierre de la Arquidiócesis de Rennes por el arzobispo de Rennes, Oscar Pierre Paul d'Ornellas, como consagrante principal; Los co- consagrantes fueron el arzobispo de Rouen, Dominique Julien Claude Marie Lebrun, y el arzobispo emérito de Rouen, Jean-Charles Marie Descubes .

### Obispo de Troyes
El 11 de diciembre de 2021, el Papa Francisco lo nombró el 112º obispo de Troyes.
Tomó posesión de la diócesis el 23 de enero de 2022.